# 波霍列山区洛夫伦茨市镇

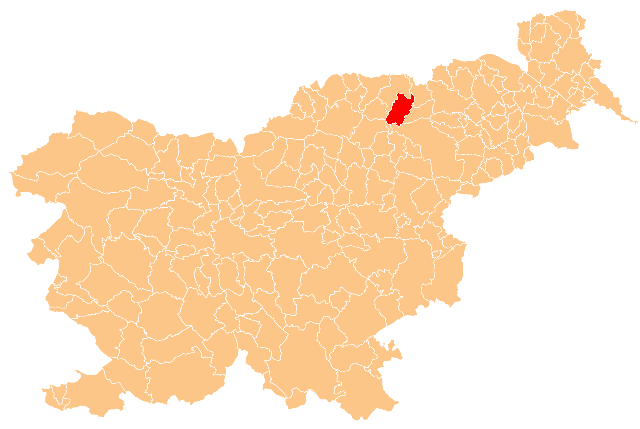
波霍列山区洛夫伦茨於斯洛維尼亞的位置

波霍列山区洛夫伦茨市镇是斯洛文尼亞東北部的一個市镇，行政中心為波霍列山區洛夫倫茨。面積84.4平方公里，2002年人口3096。人口密度約37人/km2。